# Bromoclorometano
Il bromoclorometano è un alometano disostituito.